# Steinkisten in Norwegen

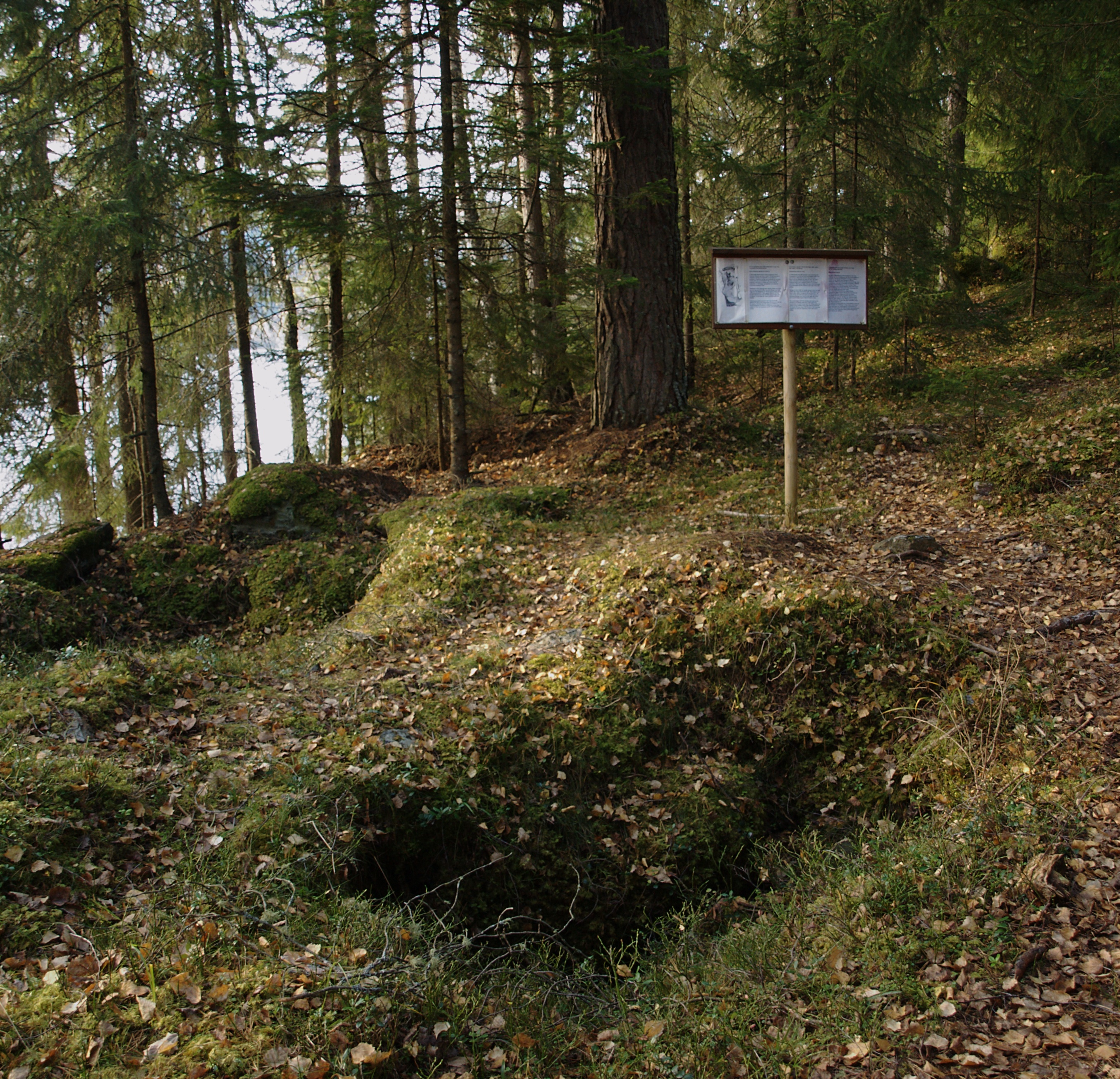
Steinkiste am Valdres Folkemuseum

Die Steinkisten in Norwegen sind eine Grabform, die während der Steinzeit vor allem in Ost- und während der frühen Eisenzeit vor allem in Westnorwegen verbreitet war. Die späten, aus Steinplatten gebauten kleineren Kisten sind in der Regel etwas länger als ein Erwachsener, aber meist schmal und niedrig. Die Seitenwände bestehen aus zumeist vier kleinen oder großen Platten. Die Decke besteht aus einer oder mehreren großen Platten. Steinkisten liegen in der Regel unter Erdhügeln oder Rösen.
Eisenzeitliche Steinkisten enthalten Körperbestattungen, bei denen die voll bekleideten Toten zumeist auf dem Rücken auf einem Bett aus Textilien und Leder liegen. Sie sind mit Beigaben, die an einer Schmalseite deponiert sind, ausgestattet: Keramik, Schmuck aus eigener Produktion, importierte Kupferlegierungen oder Glas. Dieser Teil der Steinkiste wird manchmal als separater Raum errichtet. Gräber dieser Art können auch groß sein. Die für zwei Personen errichtete Steinkiste von Eikeland in Time, in Rogaland, ist etwa 7,0 m lang, 1,0 m breit und 80 cm hoch.
Es gibt in Norwegen 13 Steinkisten der Trichterbecherkultur (TBK), die in die Jungsteinzeit datiert werden, (darunter Limbuhaugen, Mjeltehaugen, Seljesanden und Søndre Fange).